# Minatogawa 1
Minatogawa 1 è il fossile di uno scheletro di un ominide della specie Homo sapiens scoperto nella cava di Minatogawa, vicino alla città di Naha in Giappone nel 1970 da Seiho Oyama.

## Descrizione
Lo scheletro di Minatogawa 1, quasi completo, è stato recuperato da una fenditura rocciosa. Le sue ossa furono trovate in una posizione approssimativamente anatomicamente normale, sebbene capovolte; i reperti ossei degli altri individui, invece, erano sparsi su un'area più ampia. Lo scheletro apparteneva ad un uomo relativamente piccolo, la cui altezza era stimata in 1,55 metri, e anche il cranio è corrispondentemente piccolo con un volume interno di 1390 cm³.